# San Carlos, Antioquia
San Carlos là một khu tự quản thuộc tỉnh Antioquia, Colombia. Thủ phủ của khu tự quản San Carlos đóng tại San Carlos Khu tự quản San Carlos có diện tích 702 ki lô mét vuông. Đến thời điểm ngày 28 tháng 5 năm 2005, khu tự quản San Carlos có dân số 20795 người.